# Irig
Irig (cyr. Ириг) – miasto w Serbii, w Wojwodinie, w okręgu sremskim, siedziba gminy Irig. Leży w regionie Srem. W 2011 roku liczyło 4415 mieszkańców.